# Cabinet Kretschmer I
Pour les articles homonymes, voir Cabinet Kretschmer.
État libre de Saxe
Tillich III Kretschmer II
Le cabinet Kretschmer I (en allemand : Kabinett Kretschmer I) est le gouvernement de l'État libre de Saxe entre le 13 décembre 2017 et le 20 décembre 2019, sous la 6e législature du Landtag.
Il est dirigé par le chrétien-démocrate Michael Kretschmer et formé après la démission de Stanislaw Tillich. Il se compose de dix ministres, dont un porte le titre de vice-ministre-président.
Il est constitué d'une grande coalition entre l'Union chrétienne-démocrate et le Parti social-démocrate.
Il succède au cabinet Tillich III et cède le pouvoir au cabinet Kretschmer II.

## Historique du mandat
Ce gouvernement est dirigé par le nouveau ministre-président chrétien-démocrate Michael Kretschmer. Il est constitué d'une grande coalition entre l'Union chrétienne-démocrate d'Allemagne (CDU) et le Parti social-démocrate d'Allemagne (SPD). Ensemble, ils disposent de 77 députés sur 126, soit 61,1 % des sièges du Landtag.
Il est formé à la suite de la démission de Stanislaw Tillich, au pouvoir depuis 2008.
Il succède donc au cabinet Tillich III, constitué dans les mêmes conditions.

### Formation
Le 18 octobre 2017, le ministre-président Stanislaw Tillich annonce son intention de démissionner, après que l'Alternative pour l'Allemagne (AfD) a devancé l'Union chrétienne-démocrate en Saxe lors des élections fédérales de septembre précédent. Sur sa proposition, le bureau régional de la CDU désigne dans la foulée son secrétaire général Michael Kretschmer pour lui succéder, bien que l'ancien ministre-président Kurt Biedenkopf ait évoqué le nom du ministre fédéral de l'Intérieur Thomas de Maizière, qui pour sa part apporte son soutien à Michael Kretschmer.
Lors du vote d'investiture organisé le 13 décembre au Landtag, Michael Kretschmer est effectivement élu ministre-président par 69 voix favorables sur 122, soit huit voix de moins que le total des députés de sa coalition. Il forme son gouvernement de dix ministres cinq jours plus tard, qui intègre trois nouveaux ministres.

### Succession
Lors des élections régionales du 1er septembre 2019, la CDU et arrive en tête, mais aussi bien elle que le SPD enregistrent un fort recul qui empêche la reconduction de leur grande coalition. Le 21 octobre suivant, après des semaines de discussions exploratoires, l'Union chrétienne-démocrate, l'Alliance 90/Les Verts (Grünen) et le Parti social-démocrate ouvrent des négociations pour former une coalition « kényane » qui se concluent positivement le 1er décembre.
Lors du vote d'investiture organisé le 20 décembre au Landtag, Michael Kretschmer est réélu ministre-président par 61 voix favorables sur 118, soit cinq voix de moins que le total des députés de sa coalition présents, et forme son deuxième gouvernement.

## Composition
- Par rapport au cabinet Tillich III, les nouveaux ministres sont indiqués en gras et les ministres qui ont changé d'attributions sont indiqués en italique.

| Poste                                                                        | Titulaire | Titulaire          | Parti |
| ---------------------------------------------------------------------------- | --------- | ------------------ | ----- |
| Ministre-président                                                           |           | Michael Kretschmer | CDU   |
| Vice-ministre-président Ministre de l'Économie, du Travail et des Transports |           | Martin Dulig       | SPD   |
| Ministre de l'Intérieur                                                      |           | Roland Wöller      | CDU   |
| Ministre des Finances                                                        |           | Matthias Haß       | CDU   |
| Ministre de la Justice                                                       |           | Sebastian Gemkow   | CDU   |
| Ministre des Affaires sociales et de la Protection des consommateurs         |           | Barbara Klepsch    | CDU   |
| Ministre de l'Environnement et de l'Agriculture                              |           | Thomas Schmidt     | CDU   |
| Ministre de l'Éducation                                                      |           | Frank Haubitz      | Sans  |
| Ministre de la Science et de la Culture                                      |           | Eva-Maria Stange   | SPD   |
| Ministre de l'Égalité et de l'Intégration                                    |           | Petra Köpping      | SPD   |
| Ministre sans portefeuille Directeur de la chancellerie régionale            |           | Fritz Jaeckel      | CDU   |